# Fluoruro di rubidio
Il fluoruro di rubidio è il sale di rubidio dell'acido fluoridrico, di formula RbF. A temperatura ambiente si presenta in forma di cristalli bianchi, facilmente solubili in acqua.

## Sintesi
Il fluoruro di rubidio fu preparato per la prima volta nel 1905 da Hans Eggeling e Julius Meyer neutralizzando carbonato di rubidio con acido fluoridrico:
{\displaystyle {\ce {Rb2CO3 + 2HF -> 2RbF + H2O + CO2}}}
Alternativamente si può trattare idrossido di rubidio con acido fluoridrico o fluoruro d'ammonio:
{\displaystyle {\ce {RbOH + HF -> RbF + H2O}}}
{\displaystyle {\ce {RbOH + NH4F -> RbF + H2O + NH3}}}

## Struttura e proprietà
Il fluoruro di rubidio solidifica con un reticolo cristallino cubico, tipo cloruro di sodio, gruppo spaziale Fm3m (n. 225), con costante di reticolo a = 565 pm e quattro unità di formula per cella elementare. L'indice di rifrazione del cristallo risulta n = 1,398.
RbF forma differenti idrati di composizione 2RbF·3H2O e 3RbF·H2O.
Oltre al semplice fluoruro RbF, sono noti anche i fluoruri HRbF2, H2RbF3 e H3RbF4.